# Учебное командование Вооружённых сил Сербии
Учебное командование Вооружённых сил Сербии (серб. Команда за Обуку Војске Србије; КзО) — наиболее крупная составляющая Вооружённых сил Сербии. Их устройство, состав, вооружение регулируются миссиями и задачами сербской армии.

## Общее описание, задачи
Задача Учебного командования заключается в управлении учебными центрами, которые служат общей и специализированной подготовке Вооружённых сил Сербии, за исключением того, что здесь могут иметь место и подготовку представителей иностранных вооружённых сил.

## Организационная структура
Под командованием подготовительной структуры Вооружённых сил находятся:
- 1-й учебный центр ВС (Сомбор);
- 2-й учебный центр ВС (Валево);
- 3-й учебный центр ВС (Лесковац);
- Учебный центр по подготовке сухопутных войск[серб.] (Пожаревац);
- Учебный центр по подготовке тылового обеспечения (Крушевац);
- Учебный центр по подготовке войск ВВС и ПВО (Батайница);
- Учебно-методический центр связи и информатики (Горни-Милановац);
- Центр подготовки кадров РХБЗ (Крушевац);
- Центр по обучению и развитию младших офицеров (Панчево);
- Команда по развитию Банатской бригады (Панчево; командир — подполковник Живица Огнянов)[2];
- Команда по развитию Белградской бригады (Яково[серб.]; командир — подполковник Велько Мартинович)[3];
- Команда по развитию Тимокской бригады (Заечар; командир — подполковник Горан Стаменкович)[4];
- Команда по развитию Расинской бригады (Крушевац; командир — полковник Синиша Кресович)[5].

## Командующие
- генерал Любиша Дикович (2007—2009)[6]
- генерал Александр Живкович[7] (2009—2011)
- генерал-майор Джокица Петрович[серб.][8] (2013—2019)
- бригадный генерал Елесие Радивоевич[серб.] (2019—2020)
- бригадный генерал Никола Деянович (2020—…)
- генерал-майор Желько Петрович (2022—2024)
- генерал-майор Зоран Наскович (с 2024)[9][10][11]

## Награды
- Золотая медаль «За заслуги» (2015, Сербия)[12]